# Carl-Axel Elfving
Carl-Axel Elfving, egentligen Karl Axel Elfving, född 12 januari 1920 i Örnsköldsvik, död 12 januari 1988 i Enskede församling, var en svensk skådespelare.

## Biografi
Elfving studerade vid Gösta Terserus teaterskola i Stockholm. Han började sin karriär i en friluftsrevy på Bellevue där han lärde känna revyförfattarna Gösta Bernhard och Stig Bergendorff som senare engagerade honom till Casinorevyn. Han fortsatte sin revykarriär på Scalateatern och i folkparkerna 1948–1958. 
Carl-Axel Elfving spelade revy hos Karl Gerhard i Göteborg 1960 och hoppade in som ersättare för Nils Poppe i Hagge Geigerts revy Blågula Svea på Lisebergsteatern 1965. På senare år var han extraengagerad vid Stockholms stadsteater.
Han filmdebuterade 1946 i 91:an Karlsson och kom att medverka i drygt 70 film- och TV-produktioner. Han hade en stor bredd som skådespelare och anlitades av såväl Ingmar Bergman som Ragnar Frisk. Elfving kom att bli något av en specialist på att gestalta komiska krumelurer i buskisgenren, företrädesvis i militärfarser som till exempel Trettio pinnar muck, 47:an Löken blåser på, Tre dar i buren och 91:an och generalernas fnatt. Ofta använde han sig av sin ångermanländska dialekt, till exempel "Huga Huga" och "Verkställ!"

## Filmografi i urval
- 1946 – 91:an Karlsson. "Hela Sveriges lilla beväringsman"
- 1947 – 91:an Karlssons permis
- 1947 – Tappa inte sugen
- 1947 – Kvinna utan ansikte
- 1947 – Stackars lilla Sven
- 1947 – Lata Lena och blåögda Per
- 1948 – Soldat Bom
- 1949 – Lattjo med Boccaccio
- 1949 – Boman får snurren
- 1950 – Frökens första barn
- 1950 – Påhittiga Johansson
- 1950 – Stjärnsmäll i Frukostklubben
- 1950 – Regementets ros
- 1951 – 91 Karlssons bravader
- 1951 – Spöke på semester
- 1952 – Säg det med blommor
- 1953 – Sommaren med Monika
- 1953 – Kungen av Dalarna
- 1955 – Janne Vängman och den stora kometen
- 1955 – Mord, lilla vän
- 1955 – Flottans muntergökar
- 1956 – Litet bo
- 1956 – Krut och kärlek
- 1956 – Lille Fridolf och jag
- 1956 – Flickan i frack
- 1956 – Främlingen från skyn
- 1956 – Den tappre soldaten Jönsson
- 1956 – Johan på Snippen
- 1957 – Johan på Snippen tar hem spelet
- 1957 – Far till sol och vår
- 1957 – Med glorian på sned
- 1957 – Möten i skymningen
- 1958 – Kvinna i leopard
- 1958 – Åsa-Nisse i kronans kläder
- 1959 – Åsa-Nisse jubilerar
- 1959 – Bara en kypare
- 1960 – Domaren
- 1961 – Ljuvlig är sommarnatten
- 1961 – Svenska Floyd
- 1961 – Hällebäcks gård
- 1962 – En nolla för mycket
- 1963 – Kurragömma
- 1963 – Lyckodrömmen
- 1963 – Den gula bilen
- 1963 – Åsa-Nisse och tjocka släkten
- 1963 – Tre dar i buren
- 1963 – Sten Stensson kommer tillbaka
- 1964 – Blåjackor
- 1964 – Tre dar på luffen
- 1965 – Pang i bygget
- 1965 – Åsa-Nisse slår till
- 1965 – Här kommer bärsärkarna
- 1966 – Trettio pinnar muck
- 1967 – En sån strålande dag
- 1968 – Freddy klarar biffen
- 1968 – Under ditt parasoll
- 1970 – Rötmånad
- 1971 – 47:an Löken
- 1971 – Badjävlar (TV-film)
- 1972 – 47:an Löken blåser på
- 1973 – Kvartetten som sprängdes (TV-serie)
- 1973 – Pistolen
- 1973 – Bröllopet
- 1977 – 91:an och generalernas fnatt
- 1978 – Bomsalva
- 1979 – Linus eller Tegelhusets hemlighet
- 1979 – Selambs (TV-serie)
- 1980 – Sverige åt svenskarna
- 1984 – Åke och hans värld
- 1984 – Träpatronerna (TV-serie)
- 1986 – Morrhår och ärtor

## Teater

### Roller (ej komplett)
| År   | Roll        | Produktion                                                                             | Regi                                        | Teater                  |
| ---- | ----------- | -------------------------------------------------------------------------------------- | ------------------------------------------- | ----------------------- |
| 1945 | Medverkande | Galopperande hickan, revy Stig Bergendorff och Gösta Bernhard                          | Gösta Terserus                              | Casinoteatern           |
| 1946 | Medverkande | Den ridderliga flugan, revy Stig Bergendorff och Gösta Bernhard                        | Gösta Terserus                              | Casinoteatern           |
| 1947 | Medverkande | Alltid pippi, revy Stig Bergendorff och Gösta Bernhard                                 | Gösta Terserus                              | Casinoteatern           |
| 1949 | Puck        | Snövit och dvärgarna Astrid Lindgren                                                   | Karl Kinch                                  | Oscarsteatern           |
| 1950 | Medverkande | Komik på liten gata, revy Nils Perne och Sven Paddock                                  | Sven Paddock                                | Scalateatern            |
| 1951 | Medverkande | Vi valsar igen, revy Nils Perne och Sven Paddock                                       | Sven Paddock                                | Scalateatern            |
| 1952 | Medverkande | Här håller vi hus, revy Nils Perne, Sven Paddock, Lars Perne och Carl-Gustaf Lindstedt | Sven Paddock                                | Scalateatern            |
| 1961 |             | Fridas visor Birger Sjöberg                                                            | Per Sjöstrand                               | Skansens friluftsteater |
| 1963 |             | Pyjamasleken George Abbot, Richard Bisell, Richard Adler, Jerry Ross                   | Carl-Gustaf Kruuse af Verchou Mille Schmidt | Idéonteatern            |
| 1971 | Hovfolk     | De vilda svanarna H.C. Andersen                                                        | Fred Hjelm                                  | Stockholms stadsteater  |
| 1973 | Tjänare     | Kung Lear William Shakespeare                                                          | Kalle Holmberg                              | Stockholms stadsteater  |

## Radioteater

### Roller
| År   | Roll    | Produktion                                  | Regi        |
| ---- | ------- | ------------------------------------------- | ----------- |
| 1953 | Klumpen | Hillmans bästa: Naturlig död? Folke Mellvig | Lars Madsén |